# Moumina Houssein Darar
Moumina Houssein Darar, née le 1er juin 1990 à Ali Sabieh à Djibouti, est une fonctionnaire de police djiboutienne, enquêtrice à la sous-division de l’antiterrorisme. Le 7 mars 2019, elle reçoit le prix international de la femme de courage.

## Biographie
Moumina Houssein Darar est orpheline de son père et l'aînée d'une famille de 8 enfants. Après l'obtention d'une licence d’anglais, en 2012, elle rejoint, dès 2013, les rangs de la police nationale en qualité d’officier de police judiciaire. Elle se spécialise rapidement dans les enquêtes antiterroristes, en tant qu'enquêtrice principales, notamment dans des enquêtes médiatisées dans son pays qui aboutissent à la condamnation et, ou à l'expulsion de nombreux terroristes d'Al-Chabaab. Elle permet à la Police nationale djiboutienne (DNP) de déjouer plusieurs tentatives d'attentats terroristes après l'attentat de La Chaumière, en 2014 à Djibouti. Elle crée une organisation caritative de quartier pour aider les enfants dans le besoin, ainsi que pour fournir d'autres services et une assistance pour aider la communauté locale. 
Elle reçoit, le 7 mars 2019, le prix international de la femme de courage, remis par Melania Trump, première dame des États-Unis et Mike Pompeo, secrétaire d'État des États-Unis.